# Galbifascia quadripunctata
Galbifascia quadripunctata är en tvåvingeart som beskrevs av Hardy 1973. Galbifascia quadripunctata ingår i släktet Galbifascia och familjen borrflugor. Inga underarter finns listade i Catalogue of Life.